# Charles Lewis Beale
Charles Lewis Beale (* 5. März 1824 in Canaan, New York; † 29. Januar 1900 in Hudson, New York) war ein US-amerikanischer Jurist und Politiker. Zwischen 1859 und 1861 vertrat er den Bundesstaat New York im US-Repräsentantenhaus.

## Werdegang
Charles Lewis Beale graduierte 1844 am Union College in Schenectady. Er studierte Jura. Seine Zulassung als Anwalt erhielt er 1849 und begann dann in Canaan im Columbia County zu praktizieren. 1852 zog er nach Kinderhook, wo er weiter als Anwalt tätig war. Politisch gehörte er der Republikanischen Partei an.
Bei den Kongresswahlen des Jahres 1858 für den 36. Kongress wurde Beale im zwölften Wahlbezirk von New York in das US-Repräsentantenhaus in Washington, D.C. gewählt, wo er am 4. März 1859 die Nachfolge von John Thompson antrat. Im Jahr 1860 erlitt er bei seiner Wiederwahlkandidatur eine Niederlage und schied nach dem 3. März 1861 aus dem Kongress aus.
Nach seiner Kongresszeit ging er wieder seiner Tätigkeit als Anwalt nach. Er nahm 1866 als Delegierter an der Union National Convention in Philadelphia teil. Am 29. Januar 1900 verstarb er in Hudson und wurde dann in Kinderhook auf dem gleichnamigen Friedhof beigesetzt.